# Forge de Beaumont
La forge de Beaumont se trouve à Beaumont-la-Ferrière (Nièvre).

## Historique
La forge de Beaumont, alors dirigée par Pierre de Beaumont, est déjà attestée en 1480. 
Par la suite, elle est intégrée à la manufacture de fer-blanc de Beaumont fondée en 1665 par Louis Le Vau sur la même commune, avant d'être reprise par le roi.
En 1724, la forge est acquise par Jean Joseph de Bèze, qui y développe la fabrication de limes.
Pierre Babaud de la Chaussade l’achète en 1784 et y fait installer un gros martinet et une moulerie de fer rond. Elle produit alors 50 tonnes de fer. 
Louis Dufaud y met au point la fabrication au laminoir des lames destinées aux canons de fusil. Permettant la production de mille lames par jour, 90% des fusils de Paris y sont fabriqués. 
En 1818, Goblet, propriétaire de la forge, est récompensé par la Société d'encouragement pour l'industrie nationale.

## Protection
La forge fait l'objet d'une inscription à l'inventaire des monuments historiques.